# Moggridgea microps
Espèce
Moggridgea microps est une espèce d'araignées mygalomorphes de la famille des Migidae.

## Distribution
Cette espèce se rencontre en Afrique du Sud au Mpumalanga, au KwaZulu-Natal et au Cap-Oriental et en Eswatini,.

## Description
Le femelle holotype mesure 18 mm.
Les femelles mesurent de 7,07 à 17,33 mm.

## Systématique et taxinomie
Cette espèce a été décrite par Hewitt en 1915.

## Publication originale
- Hewitt, 1915 : « Descriptions of several new or rare species of Araneae from the Transvaal and neighbourhood. » Annals of the Transvaal Museum, vol. 5, no 1, p. 89-100.